# Maison Anjaliac
La maison Anjaliac est un manoir d’apparence modeste proche de l’habitat vernaculaire, situé à l'entrée du petit bourg de Jaleyrac avec son église Saint-Martin dans le Cantal en France. 

## Histoire
En 1577, Pierre de Sartiges, seigneur de Lavandès, épouse Anne-Antoinette de Roux, possessionnée à Jaleyrac. Ils s'établissent à Jaleyrac et la maison a vraisemblablement été construite à la fin du XVe siècle ou dans la première moitié du XVIe (avant 1554) .
Au XVIIe siècle, François de Sartiges sert dans la Compagnie du prince de Condé et son fils Aymon dans la Compagnie de gentilshommes chevau-légers de M. de Soursac.
La maison revint en 1714 à Marie-Françoise de Sartiges, épouse de Guillaume de Ribier de Lascombes. Leurs descendants habitaient encore Jaleyrac en 1789.
L'édifice a été inscrit au titre des monuments historiques le 10 février 2020,.

## Description
Bâtiment rectangulaire implanté le long de la route en contrebas sur une pente - ce qui explique les différences de niveaux entre les deux façades. La toiture était couverte en lauzes mais actuellement elles ne subsistent que sur une partie, le reste étant en tôle.
La séparation en deux propriétés (est et ouest) a entraîné un traitement différent des deux parties à partir du XIXe siècle. La partie ouest a été agrandie côté rue formant une avancée et des baies y ont été percées. La façade sud est plus homogène dans ses percements, même si elle a actuellement des enduits différents.
Au rez-de-chaussée, deux portes à couvrement en arc brisé et large encadrement en pierre appareillé ; à l'étage, deux baies identiques à traverse et couvrement en accolade, ayant conservé pour celle de l'est, son châssis à petits bois. Encore au XIXe siècle, existait sur cette façade à l'étage, une galerie en bois couverte, contre laquelle le mur de façade était revêtu de peintures murales, dont on ne conserve aujourd'hui qu'une partie des dessins préparatoires gravés sur l'enduit de la partie avec une inscription de date (1554).
Le mur pignon Est est percé à l'étage d'une grande baie à encadrement à moulures croisées, avec traverse et meneaux, garnie de châssis anciens. À l'intérieur, est conservée à l'étage de la partie Est une cheminée monumentale à large linteau mouluré. Charpente à chevrons portant ferme chevillée, ancienne côté ouest. À la fin du XIXe, subsistait un petit vitrail qui depuis a été déposé au musée de Clermont-Ferrand.